# Pozo Hondo (Paraguay)
Pozo Hondo es una localidad paraguaya ubicada en el Departamento de Boquerón. Se encuentra a orillas del Río Pilcomayo, en la triple frontera entre Paraguay, Argentina y Bolivia, limitando con Misión La Paz (Argentina) y Esmeralda (Bolivia), respectivamente. 
Es conocida como "La puerta hacia el Pacífico" o "La perla del oeste", ya que se encuentra en el punto más occidental del Paraguay y por lo tanto, más cercano al océano Pacífico.
Administrativamente la localidad forma parte y depende del municipio de Mariscal Estigarribia, ubicado a unos 220 km de distancia.
Actualmente se encuentra escasamente poblado contando con unos 500 habitantes aproximadamente, pero con la construcción y asfaltado de la ruta PY15 "Ruta Bioceánica" se espera que la zona se desarrolle y crezca rápidamente en los próximos años, debido a su privilegiada ubicación en la triple frontera entre Paraguay, Argentina y Bolivia.

## Historia

### Disputa territorial con Bolivia
Desde 1905 Bolivia empezó a ocupar silenciosamente el Chaco Boreal, que en ese entonces estaba en disputa con Paraguay, creando pequeños fuertes militares conocidos como "fortines". Fue en ese año que Pozo Hondo surgió de forma espontánea como un pequeño sitio de paso entre los fortines Ibibobo y Guachalla (actuales localidades de Ibibobo y Doctor Pedro P. Peña) donde los soldados bolivianos podían descansar y reabastecerse de agua, se dice que para obtener agua dulce de allí tuvieron que perforar un pozo artesiano de mucha profundidad, de ahí su nombre de "Pozo Hondo".

### Guerra del Chaco
Entre 1932 y 1935 estalló la Guerra del Chaco y a pocos kilómetros de Pozo Hondo se libraron batallas importantes como la Batalla de Cañada Strongest y la Batalla de El Carmen, en la que todos los fortines bolivianos de la zona cayeron en manos del ejército paraguayo.
En 1938 se firmó el Tratado de paz, amistad y límites entre Bolivia y Paraguay, donde la actual zona de Pozo Hondo quedó definitivamente dentro del territorio paraguayo.

### Posguerra y poblamiento
Recién desde la década de 1970, se realizaron los primeros planes para el asentamiento de población civil en la zona, ya que hasta entonces los únicos pobladores eran militares y nativos. 
Desde 1992, Pozo Hondo forma parte y depende administrativamente del distrito de Mariscal Estigarribia, que se encuentra a unos 220 km de distancia. 
En el año 1996, se inauguró el Puente Internacional Misión La Paz - Pozo Hondo que pasa sobre el río Pilcomayo y une a Pozo Hondo con Misión La Paz, Argentina. Pero debido a varios problemas burocráticos del lado argentino y a la falta de infraestructura y desinterés del lado paraguayo el paso fronterizo estuvo prácticamente cerrado y recién comenzó a funcionar en julio del 2003

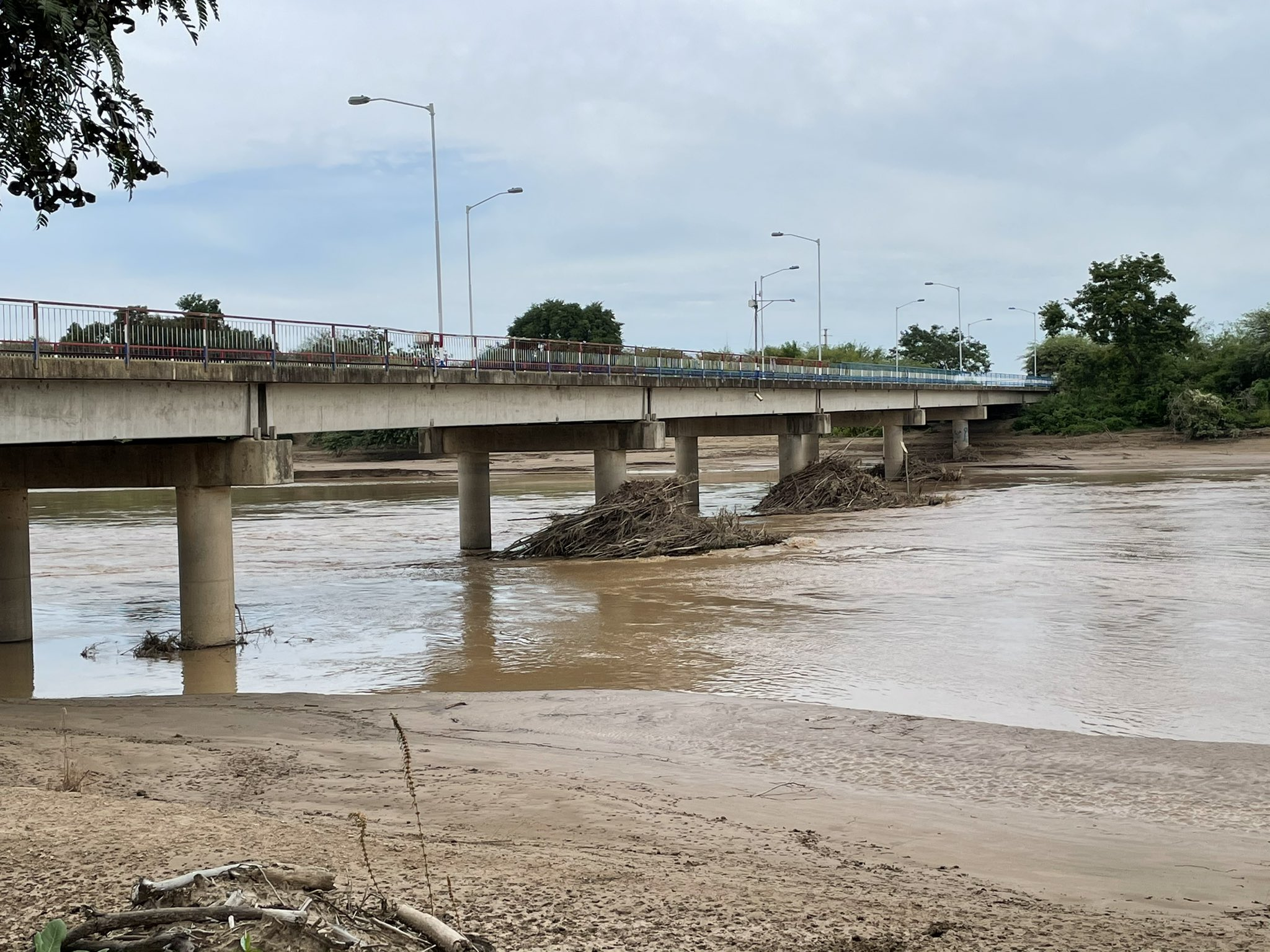
Puente Internacional Misión La Paz - Pozo Hondo.

### Actualidad
Desde marzo de 2020 hasta diciembre de 2021 (1 año y 9 meses) el paso fronterizo entre Paraguay y Argentina estuvo cerrado debido a las restricciones por la pandemia de Covid-19, cosa que afectó mucho a los pobladores de Pozo Hondo que dependen mucho del comercio con la Argentina.
El 9 de abril de 2021 la electricidad, la telefonía y el internet finalmente llegaron al pueblo.

## Geografía
Se ubica en la orilla izquierda (Oriental) del río Pilcomayo, en la frontera con Misión La Paz, Provincia de Salta, Argentina. Al noroeste limita con Santa Victoria Este, al norte con Esmeralda en Bolivia y al noreste con la extensa zona rural de Mariscal Estigarribia, al este y sureste con Doctor Pedro P. Peña, y al sur, suroeste y oeste limita con el Río Pilcomayo que lo separa de la localidad argentina de Misión La Paz, respectivamente.
| Noroeste: Santa Victoria Este | Norte: Esmeralda   | Nordeste: Mariscal Estigarribia |
| Oeste: Misión La Paz          |                    | Este: Doctor Pedro P. Peña      |
| Suroeste: Misión La Paz       | Sur: Misión La Paz | Sureste: Doctor Pedro P. Peña   |

### Distancias a ciudades importantes
- Asunción 745 km
- Filadelfia 318 km
- Carmelo Peralta 596 km
- Concepción 623 km
- Salvador Mazza 163 km
- Tartagal 188 km
- San Salvador de Jujuy 490 km
- Salta 537 km
- Tocopilla 1220 km
- Antofagasta 1277 km
- Iquique 1452 km
- Arica 1660 km
- Villa Montes 235 km
- Tarija 447 km
- Santa Cruz de la Sierra 688 km
- Campo Grande 1051 km
- São Paulo 1940 km
- Santos 2012 km

## Clima
El clima en esta región del Chaco se clasifica como clima semiárido cálido, siendo uno de los más extremos y hostiles de Paraguay, destacándose por sus altas temperaturas, que llegan hasta los 46 grados a la sombra en verano y temperaturas de hasta -7 grados bajo cero en invierno. Esto también se debe a distintos factores como su proximidad al Trópico de Capricornio, las condiciones del terreno, la escasa vegetación y la deforestación. También se dan frecuentemente sequías, debido al clima árido y a las pocas lluvias que hay en gran parte del año.

## Economía
En la actualidad Pozo Hondo se ha destacado a nivel nacional en el rubro de la producción de miel. Sus habitantes se dedican también a otras actividades como la ganadería, la agricultura, la pesca y el comercio con la Argentina y Bolivia.

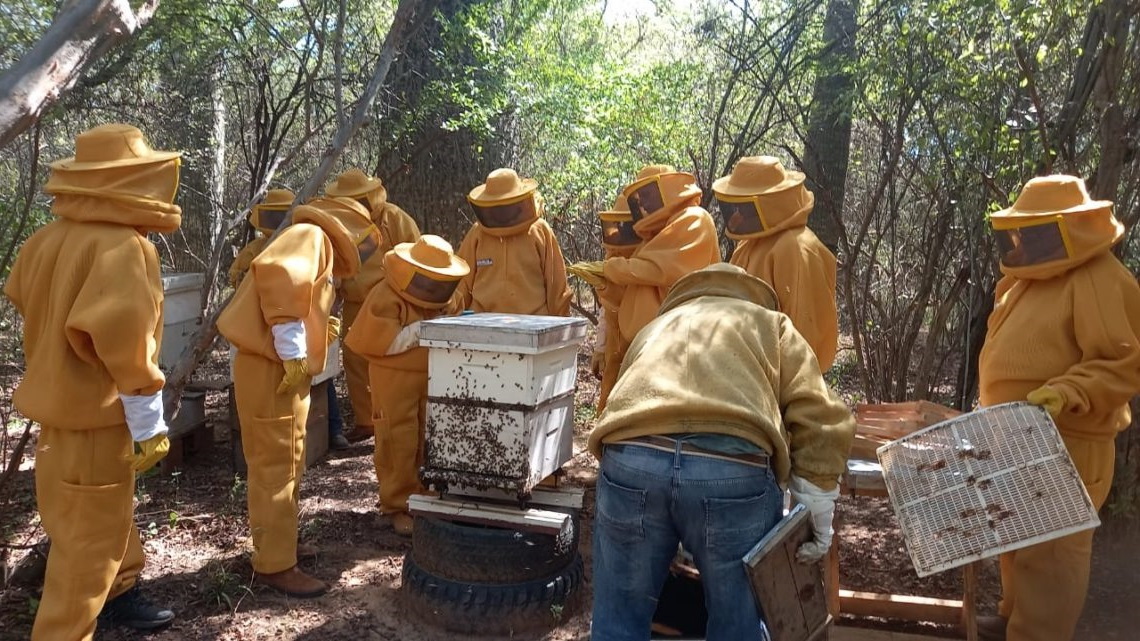
Producción de miel en la zona de Pozo Hondo.

## Infraestructura

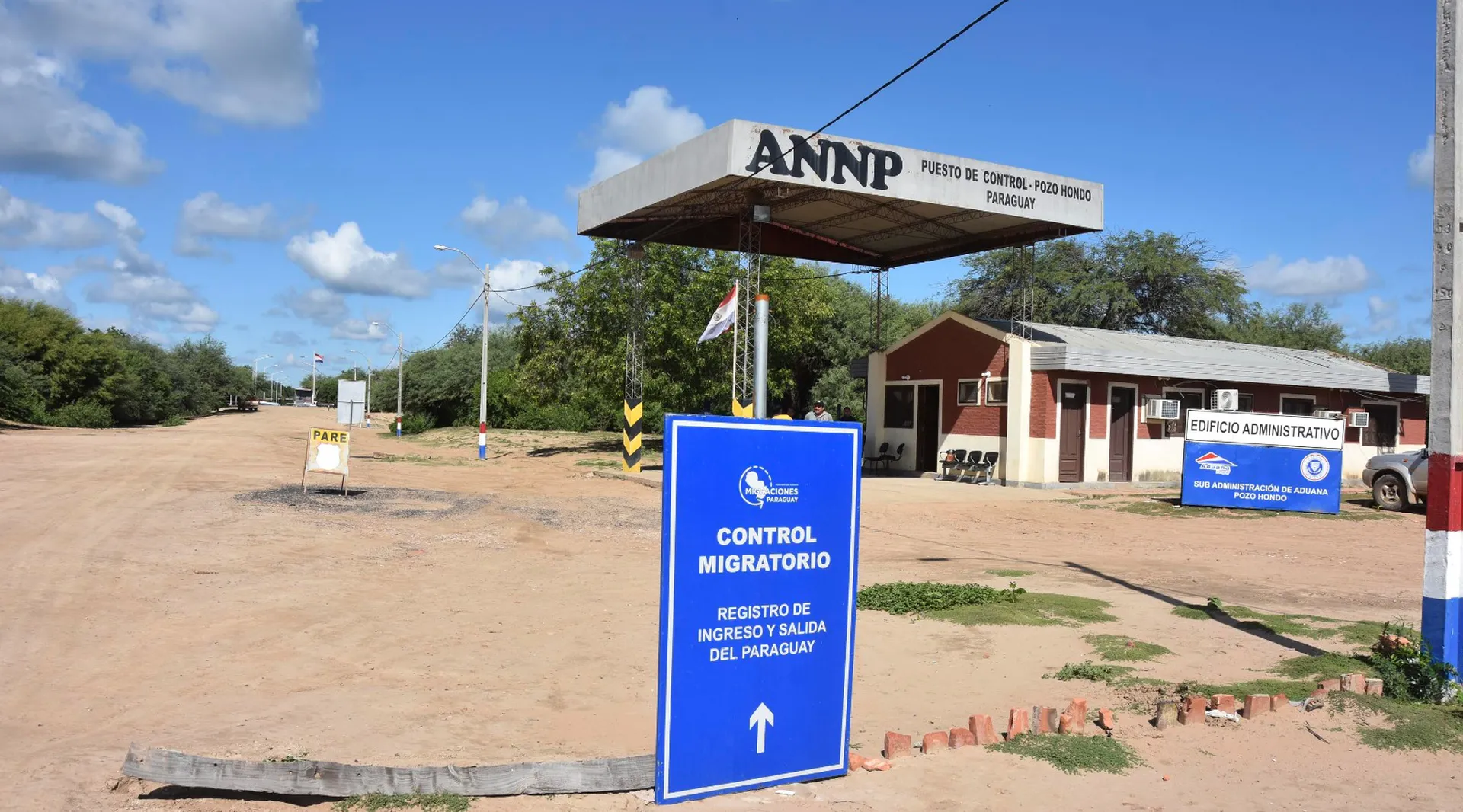
Aduana en Pozo Hondo

Se prevé que el asfaltado de la ruta PY15 "Ruta Bioceánica" llegue al poblado para fines del 2026, saliendo al fin del aislamiento y mejorando así su conectividad con el resto del país, ya que actualmente los caminos de la zona son intransitables en épocas de lluvia.
El poblado cuenta con una defensa costera para evitar inundaciones y desmoronamientos en las épocas de crecidas del río Pilcomayo, para evitar casos como el de la vecina localidad de Pedro P. Peña que en 2008 fue arrasada por las aguas hasta desaparecer y ser finalmente abandonada por sus pobladores.

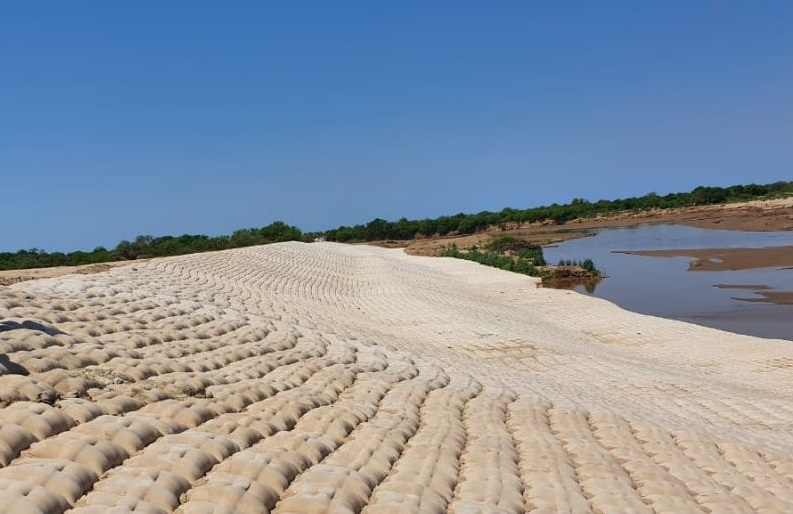
Defensa Costera de Pozo Hondo

También se proyecta la construcción de un nuevo puente sobre el río Pilcomayo que complemente al ya existente entre Pozo Hondo y Misión La Paz, funcionando de forma paralela, para una mayor agilidad y eficiencia en los tiempos de transporte de los vehículos que transitarán por la zona.
A 7 km del centro urbano se encuentra el Destacamento Naval y Prefectura Teniente 1º Anselmo Escobar, que cuenta con una pista de aterrizaje de tierra de 1.500 metros, utilizado generalmente para el transporte aéreo militar y en algunos casos para transportar civiles.
Por la localidad de Pozo Hondo también pasa y termina la ruta PY 12 "Vicepresidente Sánchez" que actualmente es de tierra en su totalidad y se encuentra en muy malas condiciones, con tramos bastante desconectados entre sí, pero existen planes para su arreglo y asfaltado en el futuro por parte del gobierno paraguayo.